# Vachtang Čanturišvili
Vachtang Čanturišvili (* 5. srpna 1993 Ozurgeti) je gruzínský profesionální fotbalista, který hraje na pozici krajního záložníka za český klub FK Jablonec. Mezi lety 2016 a 2018 odehrál také 6 utkání v dresu gruzínské reprezentace.

## Klubová kariéra
Čanturišvili je odchovancem gruzínského klubu Sasco Tbilisi. V dospělém fotbale prošel celky Norchi Dinamoeli, Zestafoni, Dinamo Tbilisi nebo ukrajinským FK Oleksandrija. Od roku 2017 působil ve slovenském Spartaku Trnava, kterému pomohl k titulu a v jehož dresu si zahrál i základní skupinu Evropské ligy.
Čanturišvili přišel v zimě 2019 do Zlína. Čanturišvili odehrál v dresu Zlína v české nejvyšší soutěži 114 zápasů a vstřelil 5 gólů.
Po vypršení smlouvy ve Zlíně v létě 2023 se přesunul do Jablonce.

## Reprezentační kariéra
Čanturišvili byl v květnu 2016 poprvé povolán do gruzínské reprezentace, svého reprezentačního debutu se dočkal 27. května při prohře 1:3 se Slovenskem. Na svůj soutěžní debut si musel počkat více než dva roky, 13. října 2018 nastoupil do utkání Ligy národů proti Andoře.